# Lublini vajdaság
A Lublini vajdaság, lengyelül: województwo lubelskie, egyike Lengyelország 16 vajdaságának, nagyobb közigazgatási egységének.
A mai Lublini vajdaság több történelmi vidéket foglal magába. Kis-Lengyelországból csaknem az egész lublini és łukówi földek, a stężycai föld egy része és a radomi földnek a Visztula bal partján elterülő része tartozik hozzá. Podlasie déli része, a chełmi föld egy darabja is hozzá tartozik.

## Városai
A lublini vajdaságban 42 város van, melyek közül 4 járási jogú város.
| 1. Annopol 2. Bełżyce 3. Biała Podlaska 4. Biłgoraj 5. Bychawa 6. Chełm 7. Dęblin 8. Frampol 9. Hrubieszów 10. Janów Lubelski 11. Józefów 12. Kazimierz Dolny 13. Kock 14. Krasnobród 15. Krasnystaw 16. Kraśnik 17. Lubartów 18. Lublin 19. Łaszczów 20. Łęczna 21. Łuków | 1. Międzyrzec Podlaski 2. Nałęczów 3. Opole Lubelskie 4. Ostrów Lubelski 5. Parczew 6. Piaski 7. Poniatowa 8. Puławy 9. Radzyń Podlaski 10. Rejowiec Fabryczny 11. Ryki 12. Stoczek Łukowski 13. Szczebrzeszyn 14. Świdnik 15. Tarnogród 16. Terespol 17. Tomaszów Lubelski 18. Tyszowce 19. Włodawa 20. Zamość 21. Zwierzyniec |